# Гамбурзька картинна галерея
Га́мбурзька карти́нна галере́я, також Га́мбурзька Кунстга́лле (нім. Hamburger Kunsthalle) — художній музей у Гамбурзі. 

## Короткий опис
Музей розташований у двох з'єднаних між собою будівлях, що розташовані між центральним залізничним вокзалом та набережною річки Альстер на місці, фортечного муру, що колись захищав місто. Загальна виставкова площа музею становить понад 13 000 м². Традиційно центральне місце в Гамбурзькій картинній галереї займає колекція XIX ст. Однак, в музеї також є відділ старих майстрів та модернізму. Для творів сучасного мистецтва виділено цілий комплекс будівель. У гравюрному кабінеті зберігаються понад 100 000 аркушів. 

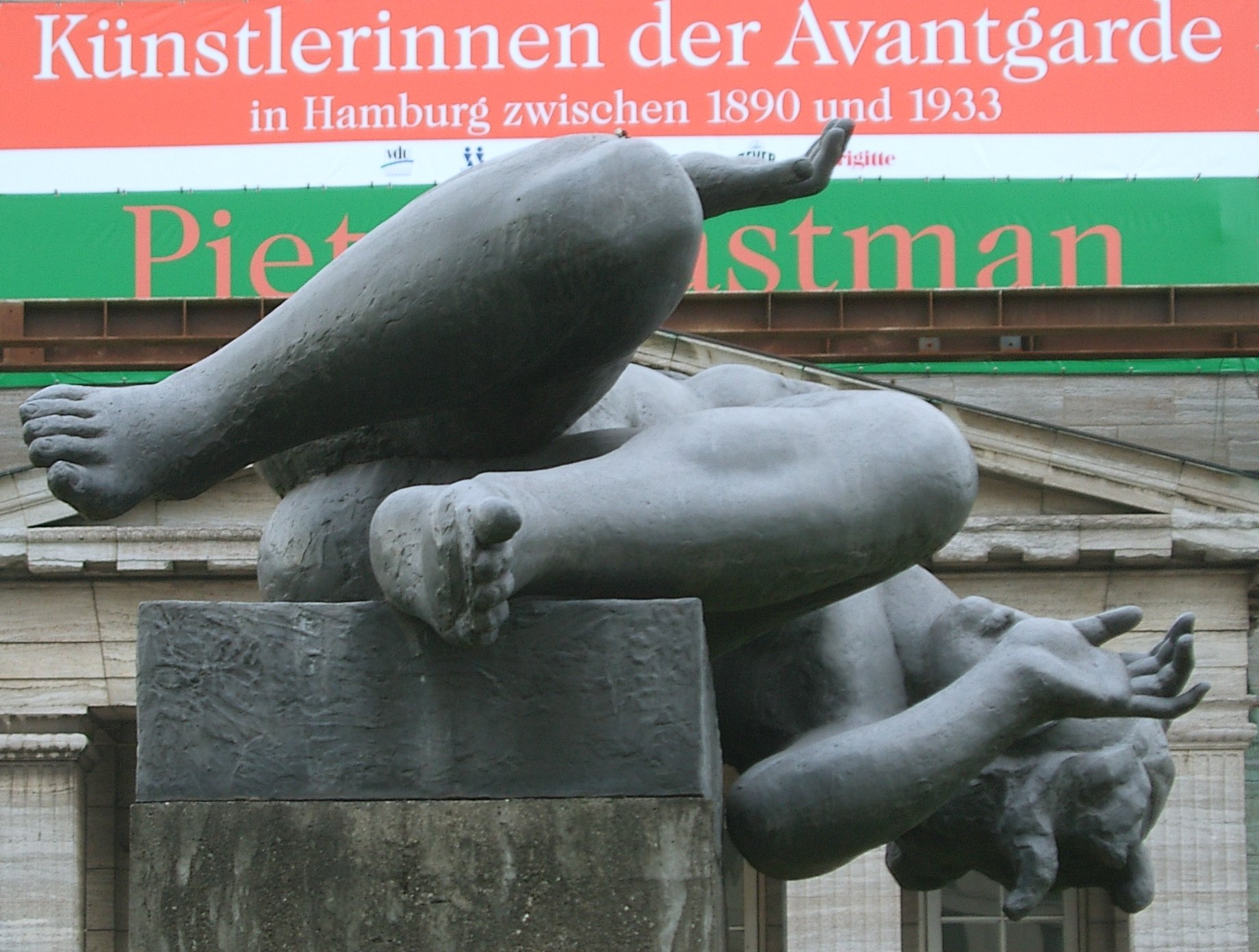
Арістід Майоль. Річка. 1939

## Історія та музейний будинок
Ініціатива створення в Гамбурзі художнього музею належала жителям міста, які з 1817 р. об'єдналися у спілку любителів мистецтва. 1846 року вони виступили з відповідним вимогам до міської влади. Місто виділило земельну ділянку, на якій в 1863–1869 роках під керівництвом архітекторів Георга Теодора Шіррмахера та Германа фон дер Гуді споруджено цегляну будівлю Галереї. До неї в 1912–1921 роках архітектором Фріцем Шумахером було прибудовано флігель з черепашкового вапняку з куполом. 
1937 року, у час панування нацистської ідеології, 74 твори мистецтва гамбурзької галереї були названі дегенеративним мистецтвом та конфісковані. 
У липні 1978 року, коли для проведення ремонтних робіт в музеї була відключена сигналізація, з гамбурзької галереї було викрадено 22 картини загальною вартістю близько 2 млн німецьких марок. 
1995 року комплекс музейних будівель поповнився «Галереєю сучасності», прямокутною будівлею з пісковика за проєктом Освальда Матіаса Унгерса. 
У перші роки свого існування колекція музею поповнювалася коштом подарованих творів мистецтва, що відповідали смакам свого часу. 
Лише завдяки першому директорові Кунстгалле Альфредові Ліхтварку, що вступив на посаду 1886 року, колекція Галереї набула системності. У музеї з'явився відділ середньовічного мистецтва, представленого майстром Бертрамом, майстром Франке та Гінріком Фунгофом. Однак особлива увага при доборі експонатів для художнього зібрання приділялася мистецтву  XIX ст. Галерея зберігає твори Макса Лібермана, з яким дружив Ліхтварк, Ловіса Корінта, Андерса Цорна, Едуара Вюйара, П'єра Боннара та інших художників, що створювали ведути Гамбурга. Теодор Гаген представлений декількома пейзажами гамбурзького порту. Альфред Ліхтварк познайомив широку громадськість із творчістю Каспара Давида Фрідріха, а також Філіпа Отто Рунге. Під керівництвом Ліхтварка цілеспрямовано купувалися полотна сучасних художників, таких як Адольф фон Менцель та Вільгельм Лейбл. 
Колекція голландських майстрів та гравюрного кабінету постали з творів мистецтва, що перейшли до музею як спадок за заповітами різних колекціонерів. Уважається, що полотна імпресіоністів з'явилися в Гамбурзі завдяки впливу Макса Ліберманом. 
За часів директорства Ліхтварка було також придбано 2499 монет та медалей, частина яких представлена зараз у  Монетному кабінеті . 
За наступника Ліхтварка Густава Паулі, який очолював до цього Картинну галерею в Бремені, на науковій основі було розширено фонди гравюрного кабінету. У колекції з'явилися також роботи відомих художників-експресіоністів Оскара Кокошки та Франца Марка. 

## Галерея сучасності

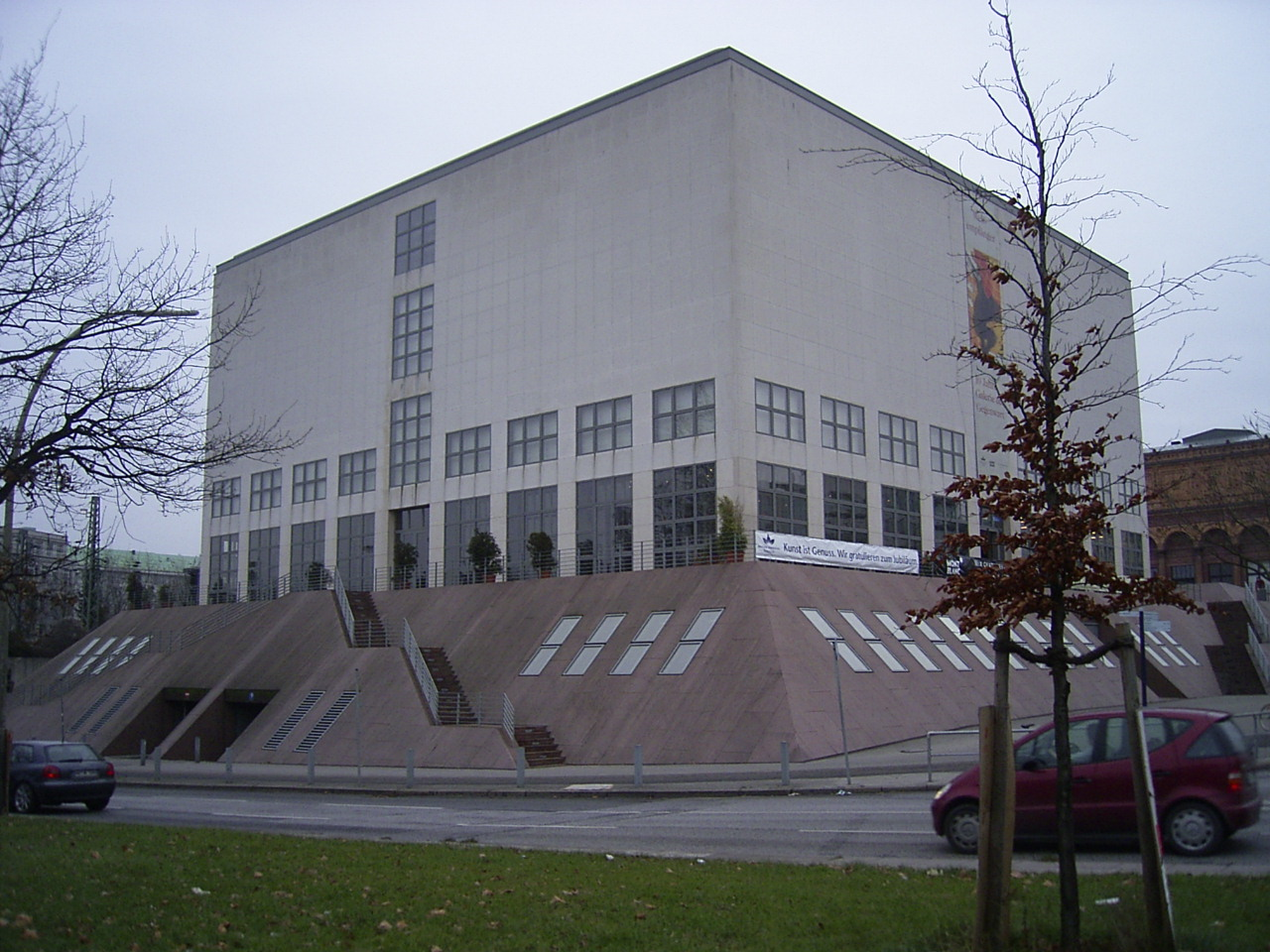
Будівля Галереї сучасності

У побудованому 1995 року музейному будинку неподалік від мосту Ломбардсбрюке (нім. Lombardsbrücke) проходять змінні виставки, присвячені модернізму та поп-арту. 

## Галерея

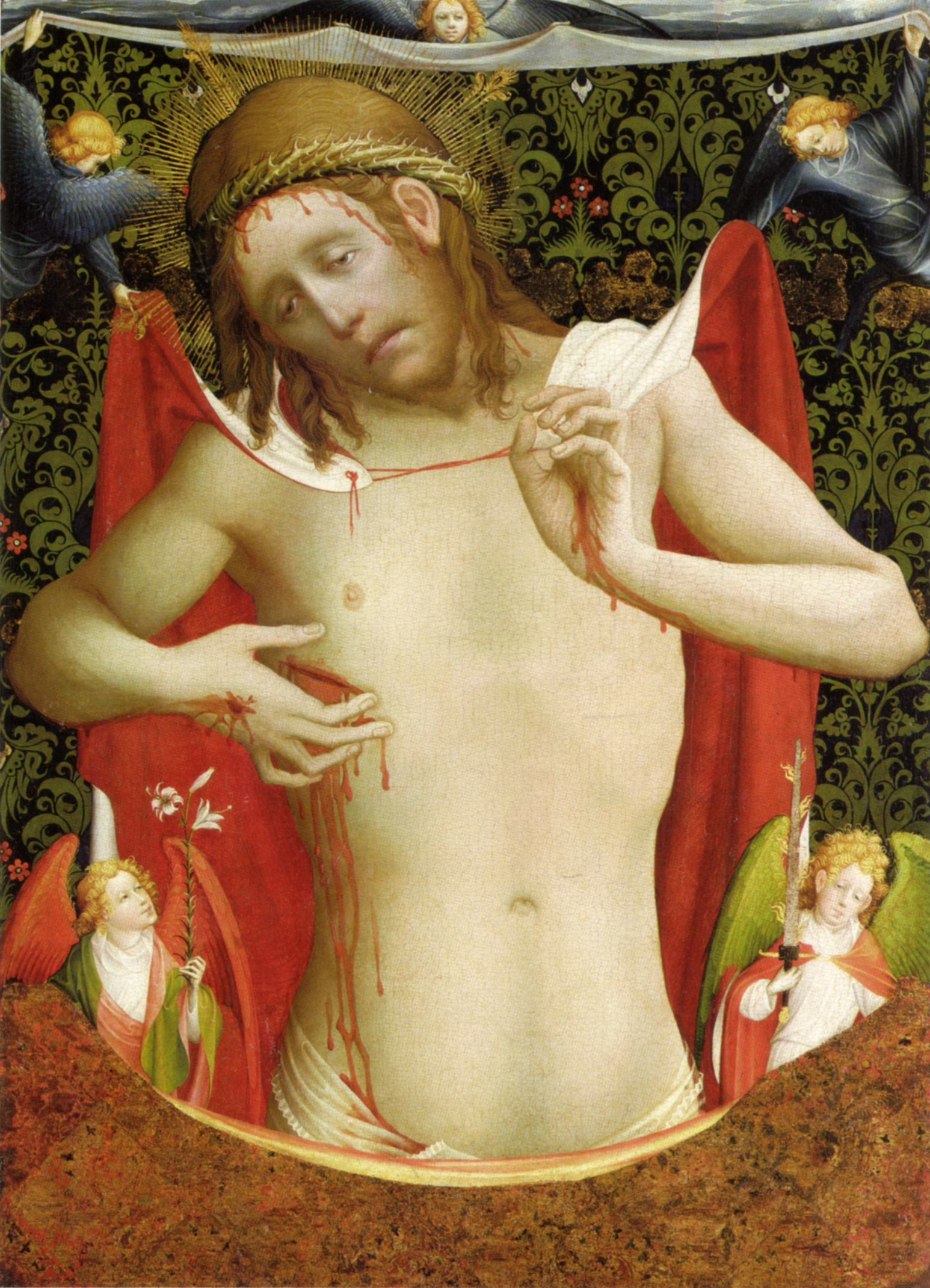
Майстер Франке. «Ісус, що страждає». 1434
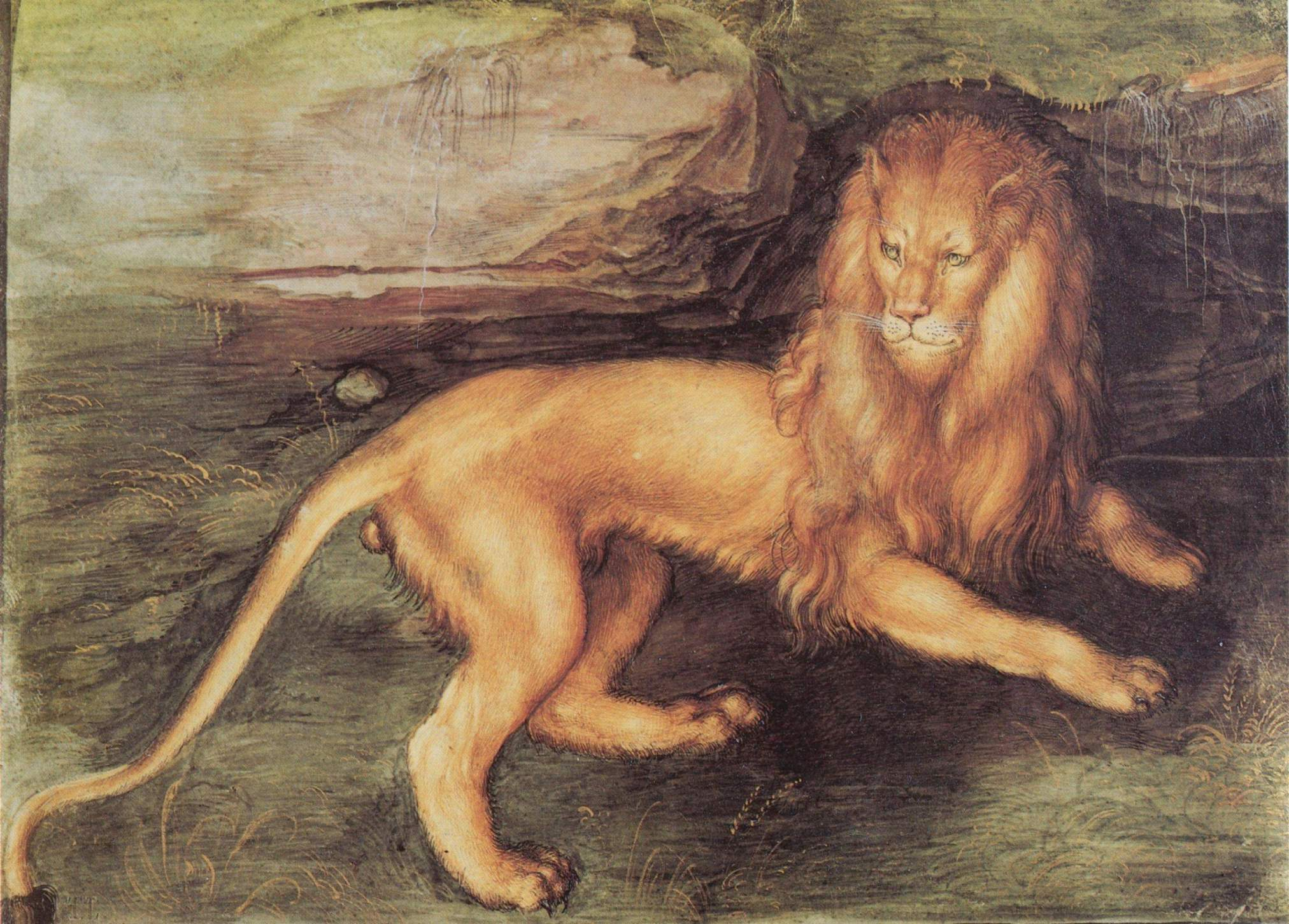
Альбрехт Дюрер. «Лев». 1494
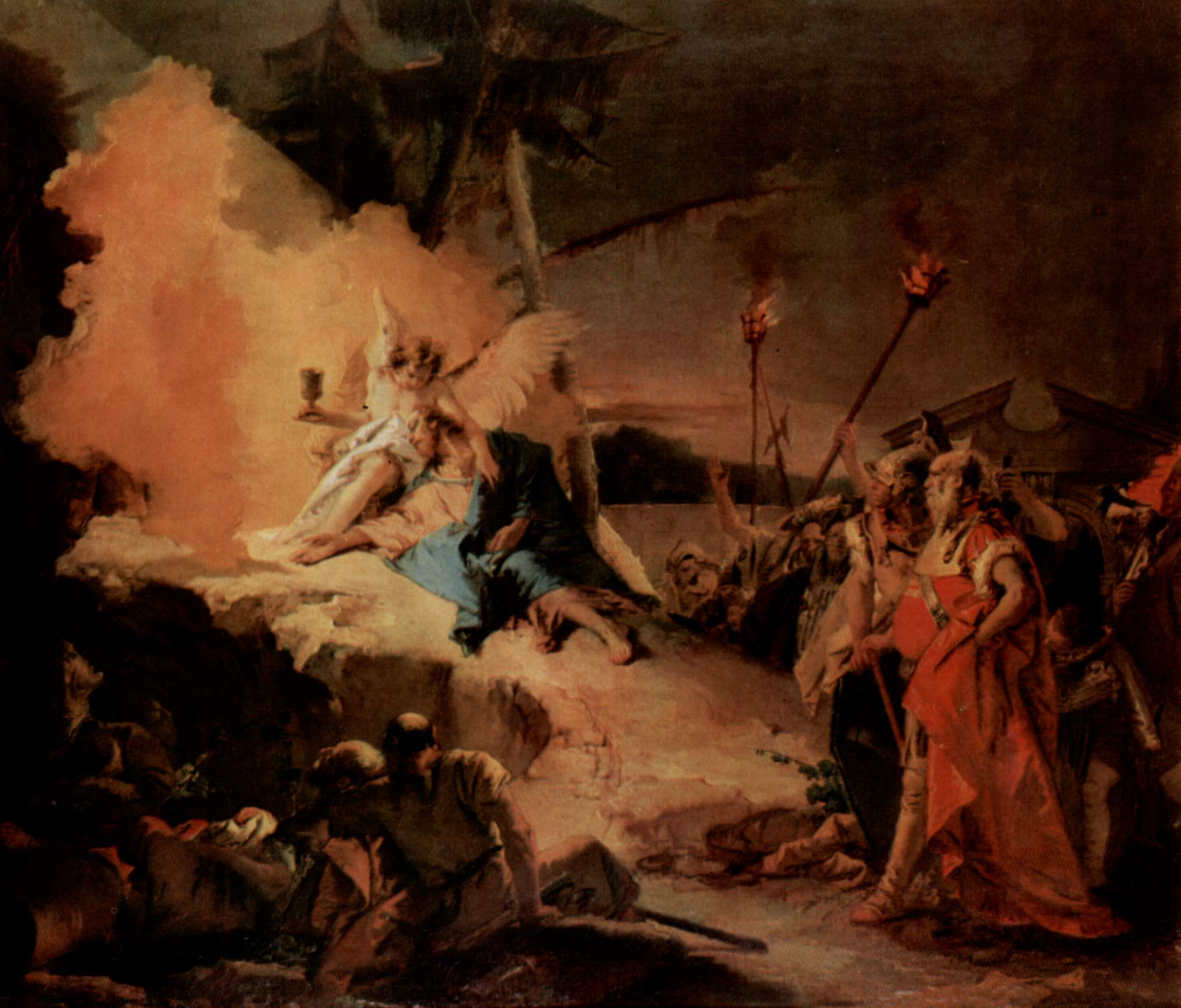
Джованні Баттіста Тьєполо. «Христос на Оливковій горі та янгол з кубком.»  1745-1750
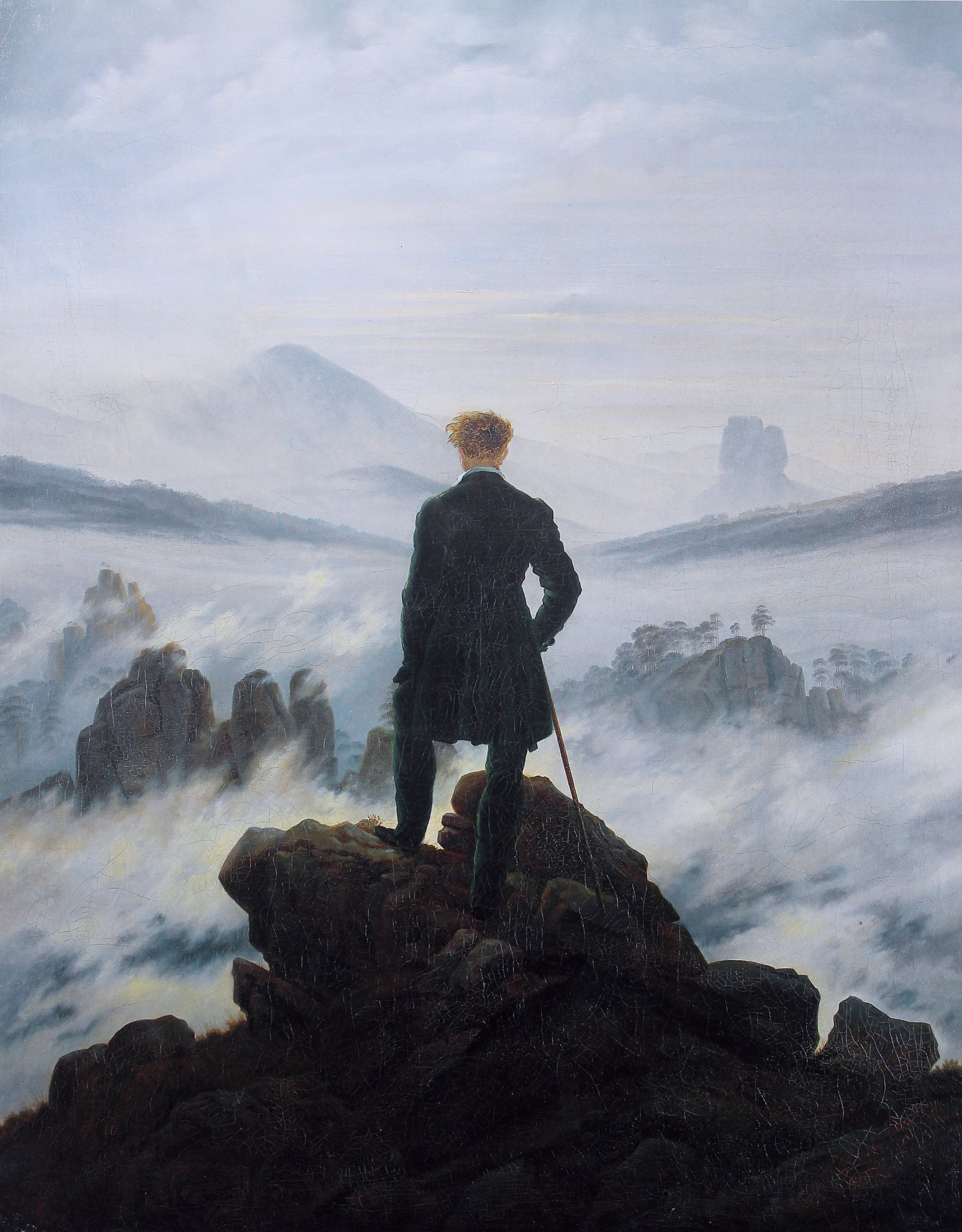
Каспар Давид Фрідріх. «Мандрівник над морем туману». 1818
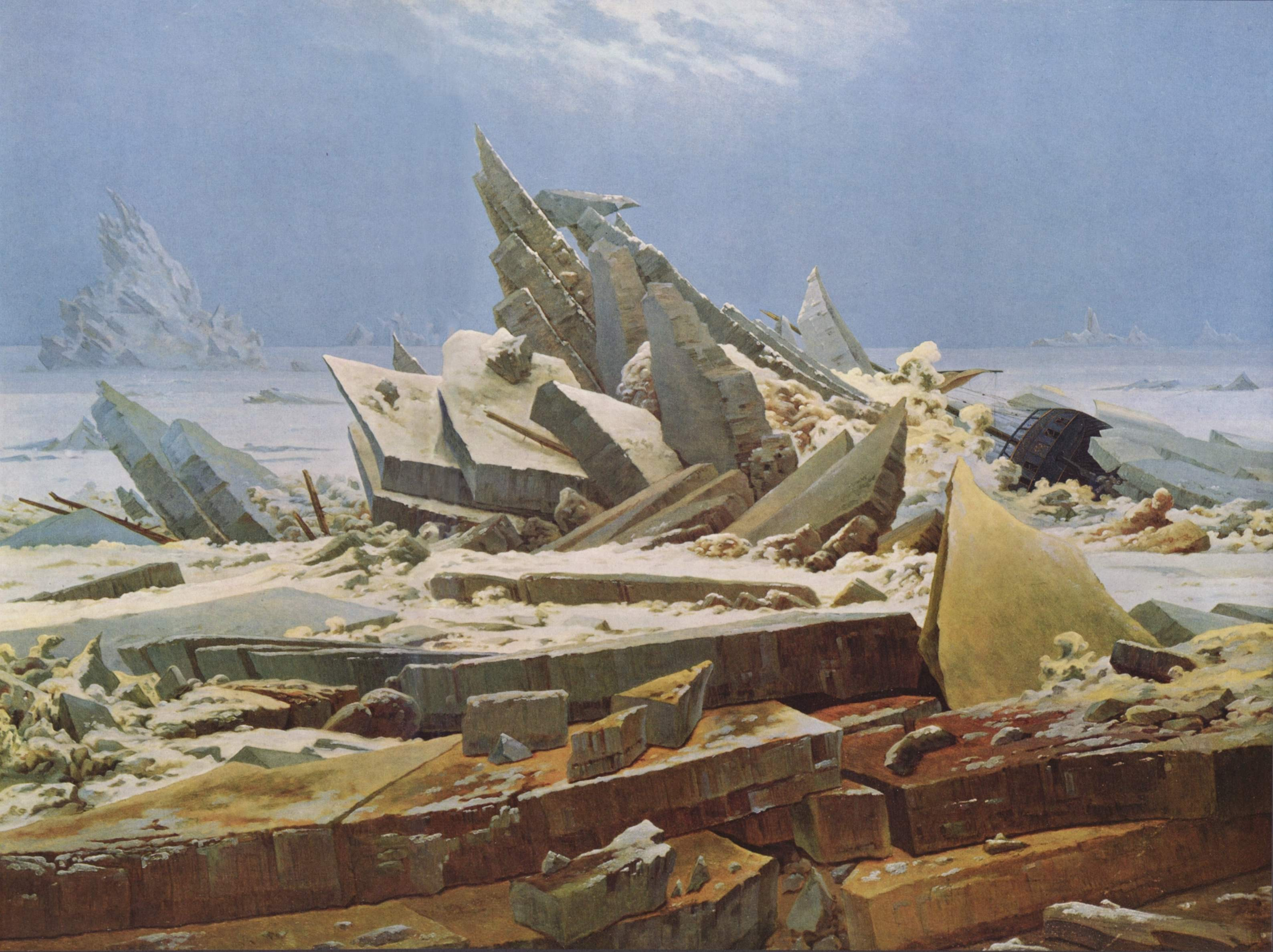
Каспар Давид Фрідріх. «Замерзле море». 1823-1824
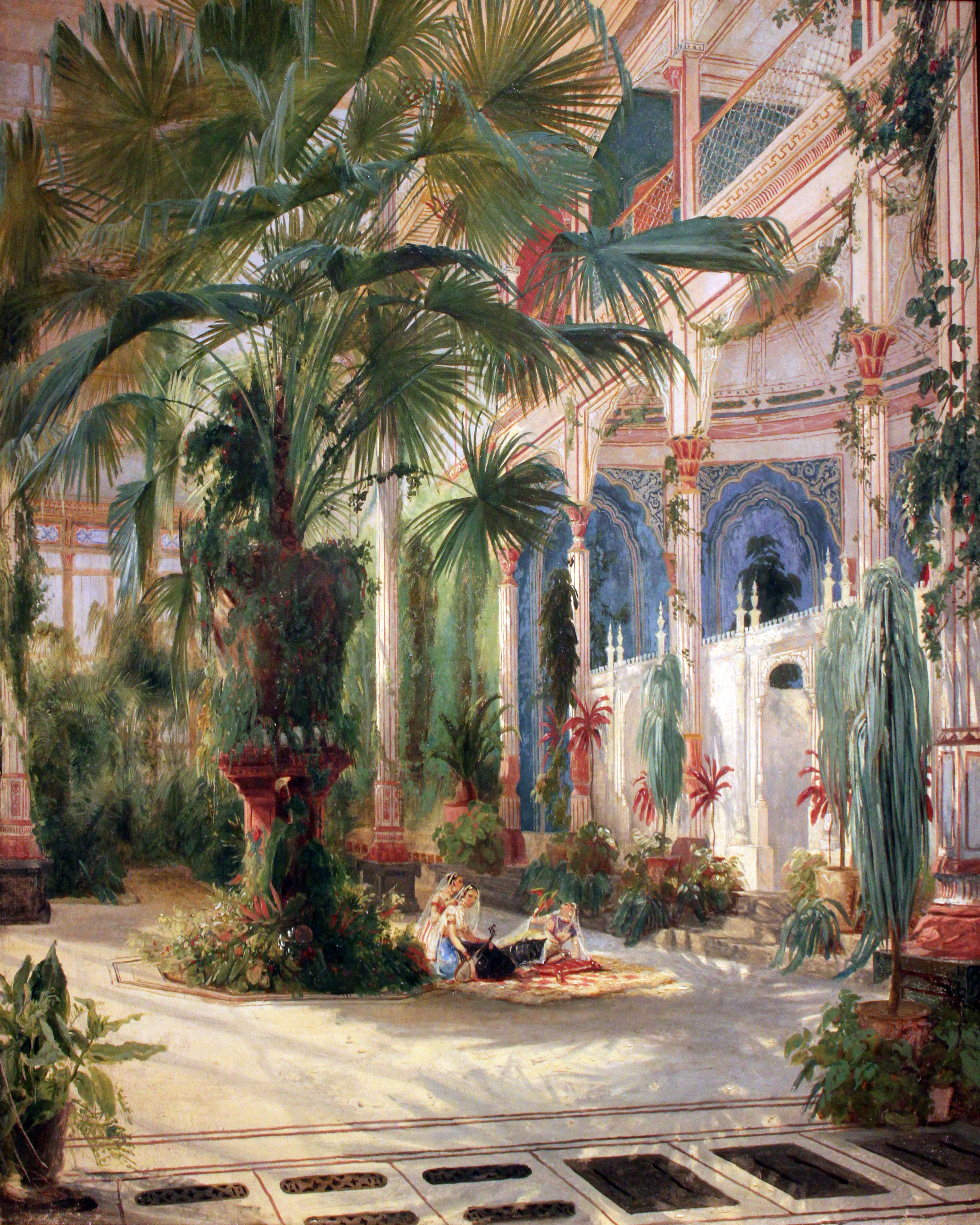
Карл Блехен. «Пальмовий будиночок на Павичевому острові біля Потсдама» 1832-1834
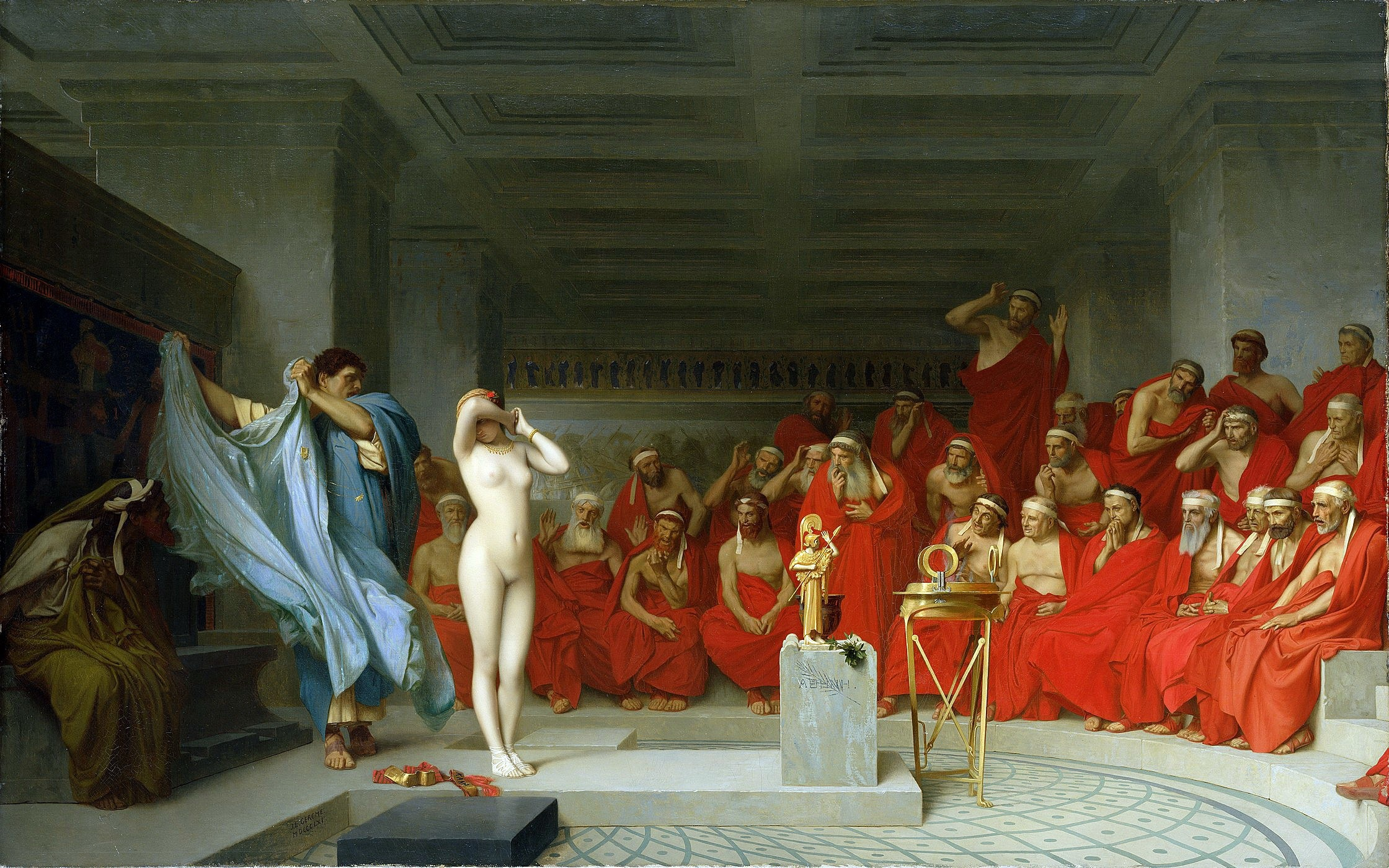
Жан-Леон Жером. «Фріна перед ареопагом». 1861
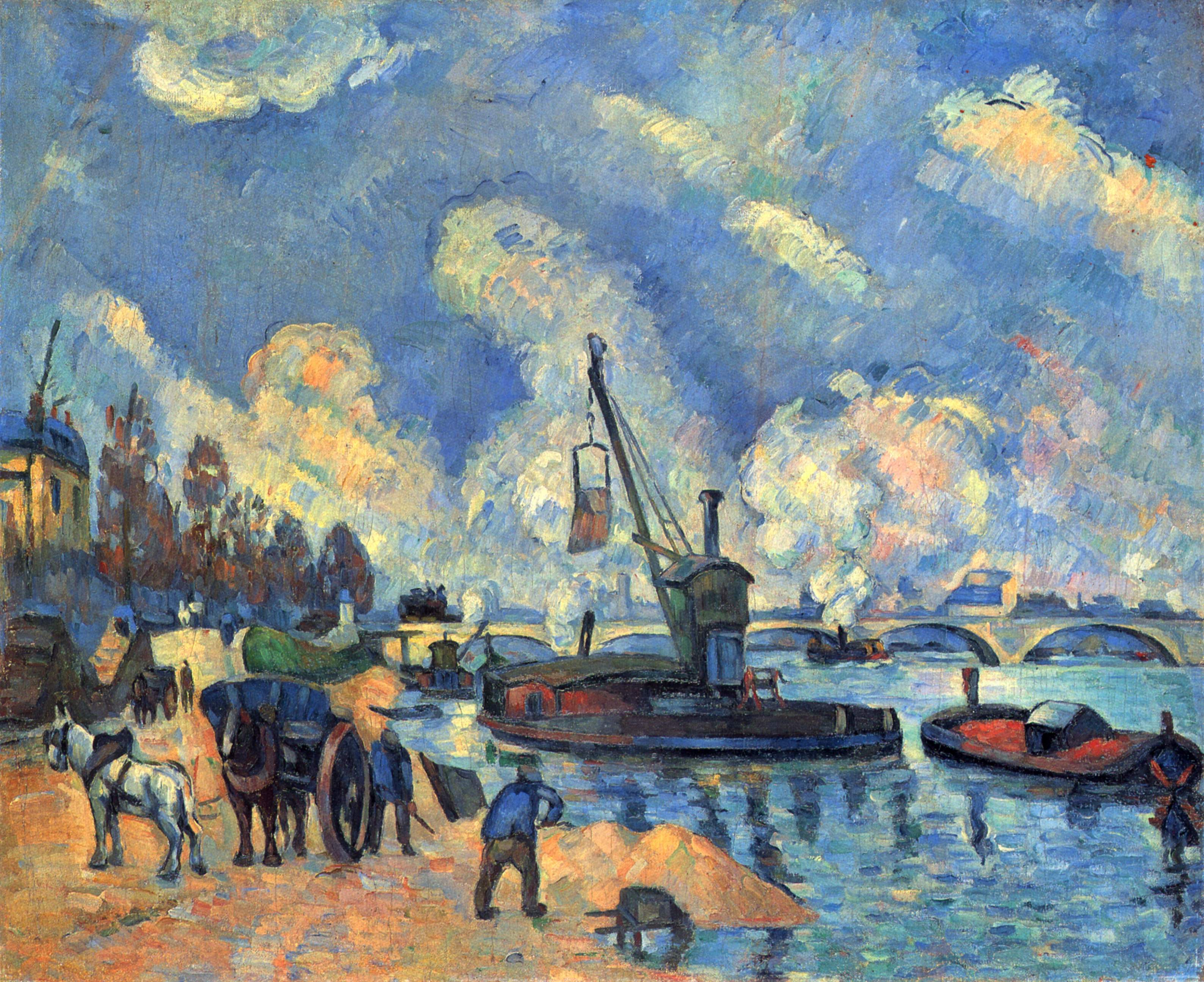
Поль Сезанн «Сена біля Берсі» 1876-1878
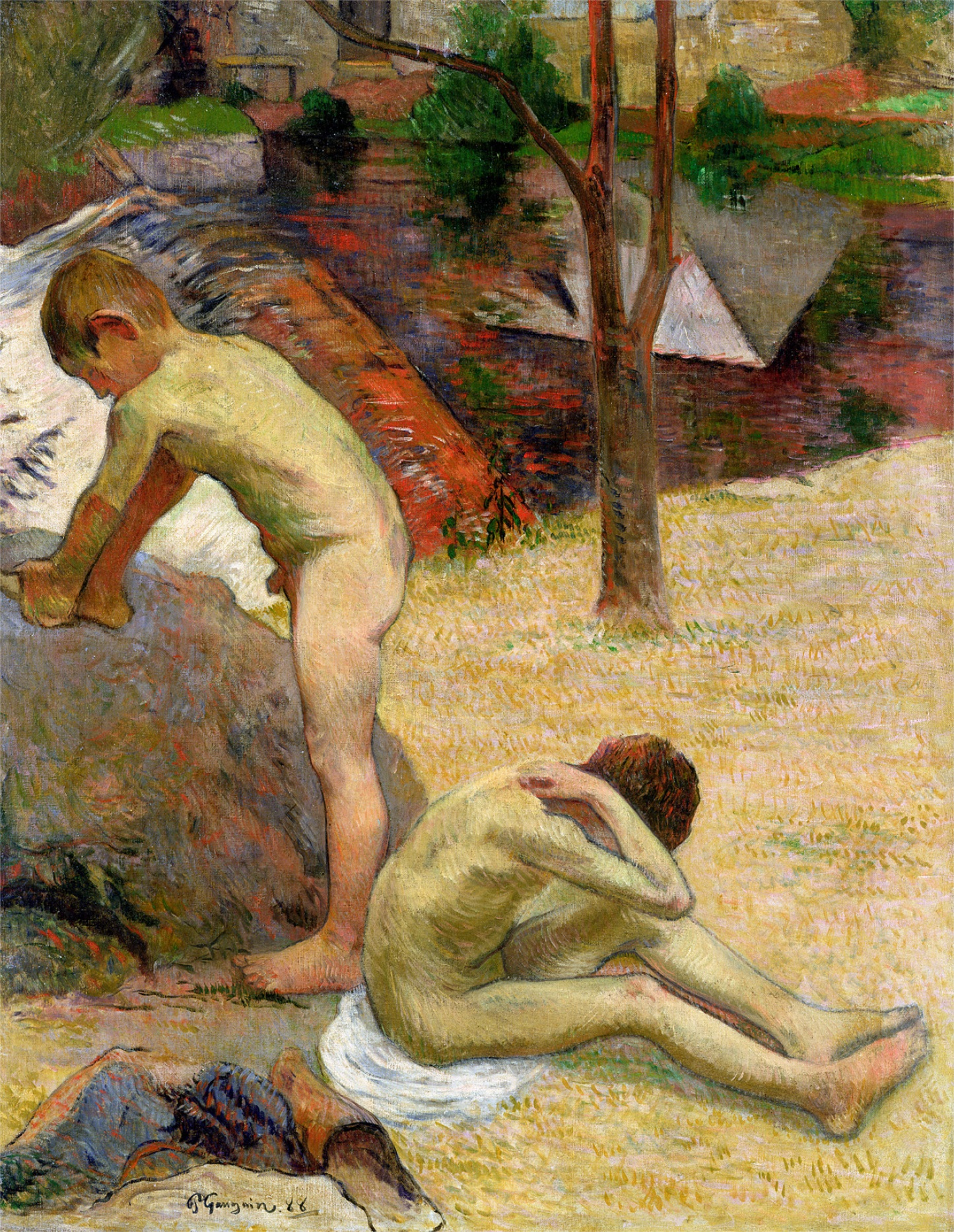
Поль Гоген, «Хлопчики, що купаються» 1888
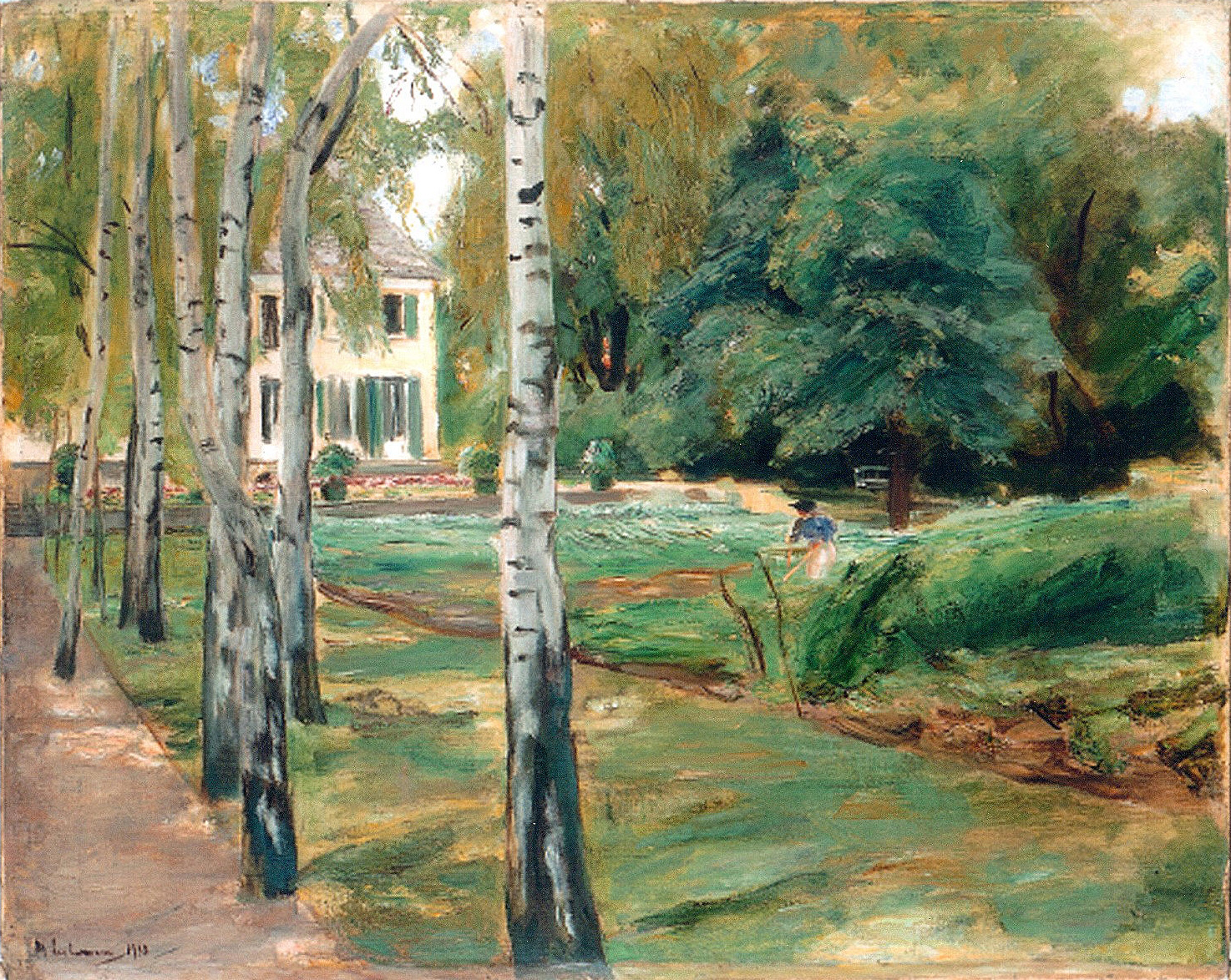
Макс Ліберман «Березова алея в саду на Ваннзее» 1918